# Le Duc de l'Omelette
Le Duc de l’Omelette (en anglais : The Duc de L'Omelette) est une nouvelle d'Edgar Allan Poe publiée pour la première fois en mars 1832.

## Historique
Elle paraît en 1832 dans le Saturday Courier à Philadelphie et est reprise en 1859 dans le volume II (Poems And Tales) du recueil posthume The Works of the late Edgar Allan Poe chez Blakeman & Mason. Elle fait partie des vingt-cinq nouvelles qui n'ont pas été traduites par Charles Baudelaire.
Sa première traduction en français est de Félix Rabbe et est publiée chez Albert Savine en 1887 dans un volume intitulé Derniers Contes.

## Résumé
Le récit s'ouvre sur la mort du protagoniste, le dandy Duc de l'Omelette, qui succombe après avoir découvert que son ortolan a été servi sans son papier traditionnel.
Le Duc se retrouve en enfer face à Baal-Zebub, qui exige qu'il se déshabille. Le Duc refuse avec hauteur, vantant ses vêtements luxueux. Le démon lui révèle alors qu'il ne porte en réalité qu'un linceul, puisqu'il vient d'être tiré de son cercueil.
L'aristocrate examine ensuite son environnement infernal : une pièce à la hauteur vertigineuse, illuminée par un immense rubis suspendu, ornée de statues grecques et égyptiennes, de peintures voluptueuses attribuées à Raphaël. Une fenêtre laisse entrevoir les flammes de l'enfer et entendre les cris des damnés.
Pour échapper à la damnation, le Duc, en bon Français, propose un duel à l'épée. Le diable refusant, ils s'accordent sur une partie d'écarté. Grâce à sa connaissance du jeu et à une tricherie habile, le Duc remporte la partie et sa liberté.